# Небольсин, Павел Иванович
Па́вел Ива́нович Небо́льсин (1817, Нижегородская губерния — 18 (30) августа 1893, Вильна) — русский этнограф, историк и экономист. Член отделения этнографии Императорского Русского Географического Общества (с 1848 года). Статский советник.

## Биография
Представитель дворянского рода Небольсиных. Родился в Нижегородской губернии в 1817 году.
В 1834 году окончил 3-ю Санкт-Петербургскую гимназию, в 1838 году юридический факультет Санкт-Петербургского университета со степенью действительного студента. Служил младшим помощником секретаря в 1-м отделении V (уголовного) департамента Правительствующего Сената, с 1841 года в 7-м отделении.
В разгар золотой лихорадки в Сибири (в 1844 году вышел русский перевод статьи «О золотых промыслах Восточной Сибири» Э. К. Гофмана) оказался в 1846 году на Алтае. В Центре хранения Архивного фонда Алтайского края находится разрешение коллежскому асессору Небольсину заниматься золотопромышленностью в Сибири. Попутно исследовал Алтайский горный округ, а также историю сибирских казаков и особенно казаков Бийской укреплённой линии. Определённый успех имели его очерки о сибирских приисках, печатавшиеся в 1847 году в «Отечественных записках», на следующий год вышедшие отдельной книгой.
В 1848 году был избран в состав Императорского Русского географического общества (РГО). В 1850—1851 годах по поручению РГО предпринял путешествие в прикаспийские области и Букеевскую Орду для исследования торгово-промышленных сношений России со Средней Азией. РГО выделило на эту поездку пособие в 500 рублей, а член-соревнователь Общества П. В. Голубков ассигновал 1 000 рублей.
В 1852—1861 годах преподавал коммерческую географию и статистику в Санкт-Петербургском коммерческом училище. С 1856 года по совместительству секретарь канцелярии Департамента хозяйственных дел Главного управления путей сообщения и публичных зданий, член Центрального статистического комитета Министерства внутренних дел.
С 1863 года член Гродненского губернского по крестьянским делам присутствия, член Поверенной комиссии Брестского, затем Гродненского уезда. С 1869 года член Временной комиссии по крестьянским делам при Литовском генерал-губернаторе. С 1870 года чиновник особых поручений по крестьянским делам. С 23 января 1871 года и до конца жизни отдельный цензор по внутренней цензуре города Вильно.
Умер 18 (30) августа 1893 года в Вильне.

## Творчество
Результатом поездки в Сибирь для занятия золотодобычей стали три книги. Первой была «Поездка в Сибирь на золотые прииски» (1848), составленная на основе очерков в «Отечественных записках». Книга «Покорение Сибири» (1849) примечательна тем, что в приложении впервые полностью напечатана Строгановская летопись. Произведение вызвало недовольство С. М. Соловьёва (VI т., «История России»), возражавшего против умаления исторической роли Строгановых в деле покорения Сибири. Третьей книгой сибирского цикла стали «Заметки на пути из Петербурга в Барнаул» (1850).
По результатам организованной Русским географическим обществом командировки в Прикаспий и казахскую степь выпущены книги «Очерки Волжского Низовья» и «Очерки быта калмыков Хошоутовского улуса» (обе 1852), «Рассказы проезжего» (1854, в них объединены журнальные статьи о быте калмыков, киргизов, башкир, об уральских казаках и др.) и «Очерки торговли России со Средней Азией» (журнальный вариант — 1855, отдельное издание — 1856). За «Очерки торговли...» РГО удостоило Небольсина в 1853 году половинной Жуковской премии (250 рублей), а Императорская академия наук присудила в 1856 году половинную Демидовскую премию.
В 1857 году Небольсин был редактором книжки XII «Записок Императорского Русского географического общества». Он помог опубликовать в столичных изданиях первые научные работы Мухаммед-Салиха Бабаджанова, награждённого впоследствии серебряной медалью РГО (1862).
Работа в Главном управлении путей сообщения и публичных зданий привела к появлению в 1858—1860 годах ряда тематических статей в «Вестнике промышленности», деятельность в Министерстве внутренних дел в период Крестьянской реформы отмечена изданием книги «Около мужичков» (1862). Работа в Северо-Западном крае познакомила Небольсина с бытом ашкеназов, в результате чего вышли «Очерки частного быта евреев» (1873 и новое издание в 1875). Очеркам сопутствует первый русский перевод устава о микве.

### Книги
- Поездка в Сибирь на золотые прииски. — СПб., 1848.
- Покорение Сибири. — СПб.: В тип. И. Глазунова и Комп., 1849.
- Заметки на пути из Петербурга в Барнаул. — СПб.: В тип. И. Глазунова и Ко, 1850. — 253 с.
- Очерки быта калмыков Хошоутовского улуса. — СПб.: В тип. К. Крайя, 1852. — 190 с.
- Очерки Волжского Низовья. — СПб.: В тип. МВД, 1852. — 197 с.
- Рассказы проезжего. — СПб.: В тип. Штаба Военно-Уч. Заведений, 1854. — 343 с.
- Уральцы. — СПб.: Тип. штаба отд. Корпуса внутр. стражи, 1855. — 127 с.
- Очерки торговли России со Средней Азией // Записки Императорского Русского географического общества : журнал  / Под ред. И. П. Арапетова. — СПб.: Тип. Имп. Академии наук, 1855. — Т. X. — С. 1-335.
- Около мужичков: Дневник (1861 г.). — СПб.: Тип. И. И. Глазунова и Комп., 1862. — 222 с.
- Очерки частного быта евреев // Записки Императорского Русского географического общества по отделению этнографии : журнал  / Под ред. Л. Н. Майкова. — СПб.: Тип. Майкова, 1873. — Т. III. — С. 253-321.

### Статьи
- О русских солдатах и других военных чинах до Петра Великого // Современник : журнал. — 1849. — Т. XIII, № 2. — С. 123-154.
- Краткие заметки о Байкале, Ангаре и Енисее // Отечественные записки : журнал. — 1850. — Т. LXVIII, № 2. — С. 220-228.
- Краткий очерк развития торгового пароходства в России // Вестник промышленности : журнал  / Изд.-ред. Ф. В. Чижов и И. К. Бабст. — М., 1858. — Т. I, № 1. — С. 43-85.
- Известия о наших путях сообщения // Вестник промышленности : журнал  / Изд.-ред. Ф. В. Чижов и И. К. Бабст. — М., 1859. — Т. I-II.
- Несколько слов о коммерческом училище // Вестник промышленности : журнал  / Изд.-ред. Ф. В. Чижов и И. К. Бабст. — М., 1859. — Т. IV, № 12. — С. 126-132.
- Опыт изложения значения железной дороги Николаевской // Вестник промышленности : журнал  / Изд.-ред. Ф. В. Чижов и И. К. Бабст. — М., 1860. — Т. VIII, № 5. — С. 161-190.

## Комментарии
1. ↑  «Энциклопедический словарь Брокгауза и Ефрона» приписывает ему некоторые заслуги его современника сенатора Г. П. Небольсина (1811—1896), тоже члена Императорского Русского Географического Общества.
2. ↑  Был вольноприходящим учеником. В списке выпускников был седьмым.